# Монхе Альварес, Луис Альберто
Луис Альберто Монхе Альварес (исп. Luis Alberto Monge Álvarez; 29 декабря 1925, Пальмарес, Коста-Рика — 29 ноября 2016, Сан-Хосе, Коста-Рика) — коста-риканский государственный деятель, президент Коста-Рики (1982—1986), также с 1963 по 1966 год — первый посол Коста-Рики в Израиле.

## Биография

### Ранние годы и личная жизнь
Родился в семье Херардо Монхе Кесады и Элизы Альварес Варгас. Его отец был фермером.
9 марта 1946 года Луис Альберто женился на своей первой жене Флоре Рохас Альварес, но брак был расторгнут в январе 1960 года. Вскоре на обеде в Университете Коста-Рики он встретил свою вторую жену Дорис Янкелевиц Бергер. Дорис в то время училась в колледже, а Монхе уже служил послом в Израиле. 25 ноября 1965 года 40-летний Монхе женился на Дорис Янкелевиц в Сан-Хосе, которая вскоре родила ему дочь Лену.
В 1986 году Монхе расстался с женой, в июне 1988 года они официально расторгли брак.

### Политическая карьера
Его академическая подготовка была базовой из-за ограниченных экономических возможностей его семьи. Уже в юности начал свою профсоюзную деятельность, вдохновленный социальной доктриной Церкви, он в 19 лет стал президентом Конфедерации трудящихся Rerum Novarum. После отмены выборов 1948 года он вступил в партизанский отряд Армии национального освобождения.
В 1949 году был избран в Учредительное собрание, став самым молодым депутатом. В 1953—1958 годах — заместитель председателя вновь созданного Законодательного собрания. В 1951 году он был одним из тех, кто подписал устав Партии национального освобождения (ПНО), занимал пост регионального секретаря по Латинской Америке Международной организации труда (МОТ). С 1955 по 1956 год — министр при президенте во второй администрации Хосе Фигераса Феррера. В 1963—1966 годах — посол в Израиле.
В 1970—1974 годах являлся депутатом Законодательного Собрания Коста-Рики, в котором возглавлял фракцию ПНО, а с 1973 по 1974 год являлся председателем парламента. Генеральный секретарь ПНО с 1969 по 1970 годы и президент партии в 1973 году.
В 1977 году впервые баллотировался на пост президента Коста-Рики, но уступил экс-либералу Родриго Карасо Одио, который был кандидатом от блока оппозиционных партий «Единство». Однако правительство Карасо потеряло популярность, не сумев справиться с последствиями мирового экономического кризиса. В 1982 году Монхе был избран на пост главы государства, получив поддержку 58 % избирателей, что стало одним из самых высоких показателей электоральной поддержки в истории коста-риканского либерализма.

### Президент Коста-Рики
На посту президента унаследовал обедневшую и растерянную нацию. Самыми большими проблемами, с которыми он столкнулся, были экономический кризис, растущий внешний долг и кризис в Никарагуа, в который оказались втянуты США и Коста-Рика.
Его первый план структурных преобразований был реализован за счет кредитов от международных финансовых организаций. В период его правления внешний долг значительно вырос и достиг 4 миллиардов долларов. В рамках правительственного плана реализацию программы сокращения государственных расходов отменил многие государственные субсидии для различных видов деятельности и способствовал развитию экспорта и туризма. В то же время для поддержки сельскохозяйственного производства (выращивание кофе, бананов, сахарного тростника) были отменены налоги на сельское хозяйство, началась диверсификация отрасли, поддерживалось выращивание и экспорт нетрадиционных продуктов. Были отменены экспортные и промышленные сборы. Также было реформировано финансовое законодательство и все иностранные валюты стали проходить через национальную банковскую систему. В результате правительству удалось сократить инфляцию и безработицу.
На международной арене Коста-Рика объявила о солидарности со всеми «западными демократиями» и начала тесно сотрудничать с правительствами Гондураса, Сальвадора и Гватемалы, в то время как отношения с социалистическим правительством Никарагуа продолжали ухудшаться.
К тому времени Соединённые Штаты были вовлечены в подавление социалистических восстаний в регионе и увидели в Коста-Рике стабильного союзника, в согласии с которым они могли бы проводить операции против сандинистского правительства Никарагуа. США наложили коммерческое эмбарго на Никарагуа, способствуя углублению разлома между Коста-Рикой и её северным соседом. Когда Коста-Рика все ещё переживала экономический спад, Монхе решил обменять суверенитет на экономическую стабильность: он поддался давлению со стороны США и принял американскую финансовую помощь в обмен на разрешение ЦРУ обустроить тайные стратегические форпосты вдоль северной границы Коста-Рики. Внешнеполитическая позиция президента подвергалась критике со стороны «правой» оппозиции во главе с Кальдероном Фурнье, который выступал за более энергичный ответ Никарагуа, в то время как официальные представители его собственной партии, в частности, её генеральный секретарь Оскар Ариас Санчес назвал его «ястребом» и поджигателем войны, который рискует страной.

### Дальнейшая деятельность
После завершения срока полномочий в 1986 году продолжил участвовать в общественно-политической жизни Коста-Рики. Выступай против Соглашения о свободной торговле между Соединенными Штатами, Центральной Америкой и Доминиканской Республикой, поддержал своего племянника Роландо Арайя в качестве кандидата в президенты на выборах 2002 года. Выступал активным противником как конституционной реформы, так и переизбрания Оскара Ариаса. На президентских выборах 2006 и 2010 годов поддерживал кандидатов, которые выдвигали не от его собственной партии. В 2014 году выступал за избрание на пост главы государства еще одного своего племянника — Джонни Арайя Монхе.
Вместе с вице-президентом вице-президентом Армандо Араусом Агиларом привлекался к суду по обвинению в использовании государственных средств для реконструкции своего частного дома. Они были оправданы, а глава администрации президента был приговорён к четырём годам тюремного заключения.
Айда Леви (вдова наркоторговца из Боливии Роберто Суареса Гомеса) в книге под названием «Король кокаина» утверждает, что 6 января 1982 года Суарес и известный колумбийский наркоторговец Пабло Эскобар финансировали его президентскую кампанию. Монхе отверг эти претензии и назвал публикацию «позорной и лживой».

## Смерть
29 ноября 2016 года Монхе перенёс остановку сердца в своём доме в Санта-Ане. Он был срочно доставлен в больницу Сан-Хуан-де-Диос, где был объявлен умершим в возрасте 90 лет.